# Myndus taffini
Espèce
Myndus taffini est une espèce d'insectes hémiptères de la famille des Cixiidae.
Cette cicadelle est le vecteur de la maladie du dépérissement foliaire du cocotier au Vanuatu.